# Listrognathus sibiricus
Listrognathus sibiricus là một loài tò vò trong họ Ichneumonidae.